# Bactris acanthocarpa
Bactris acanthocarpa là loài thực vật có hoa thuộc họ Arecaceae. Loài này được Mart. mô tả khoa học đầu tiên năm 1826.